# Base Scott
Base Scott pot també fer referència a l'Estació Amundsen-Scott.
La Base Scott (en anglès:Scott Base) són unes instal·lacions de recerca científica situades a l'Antàrtida i que operen sota el govern de Nova Zelanda. Reben aquest nom per Robert Falcon Scott. Està situada a l'Illa Ross, Dependència Ross, prop del Mont Erebus. Al principi es dedicava a les ciències de la Terra però ara abasta molts camps. La base Scott originàriament va ser construïda per donar suport al projecte del Regne Unit anomenat Commonwealth Trans-Antarctic Expedition (TAE). El govern de Nova Zelanda també va donar suport al projecte de l'Any Geofísic Internacional de 1957.

## La base actualment
La base està formada per una col·lecció d'edificis verds Chelsea Cucumber que estan connectats per passadissos de tot temps. Aquests edificis poden acollir 86 persones durant l'estiu,  amb un "personal esquelet" d'entre 10 i 14 persones que romanen durant l'hivern.

## Clima
El clima d'aquesta base és relativament suau en el context d'aquesta zona antàrtica.
A la base Scott predomina un clima de casquets polars amb precipitació uniformement distribuïda (Köppen EFf ). La base té unes condicions meteorològiques força típiques de la costa de l'Antàrtida, amb temperatures mínimes al voltant de −45 °C (−49 °F) i el màxim d'estiu només ocasionalment per sobre del punt de congelació. Està exposat a tota la força de les tempestes de neu del sud, encara que en general fa menys vent que l'estació de McMurdo. Les velocitats màximes de vent experimentades han estat ratxes de fins a 185 quilòmetres per hora (115 mph) amb velocitats constants en condicions de tempesta de 95–115 quilòmetres per hora (59–71 mph) . La temperatura més alta registrada va ser 6.8 °C (44.2 °F), el més fresc −57 °C (−71 °F) i la temperatura mitjana −19.6 °C (−3.3 °F).

## Galeria d'imatges

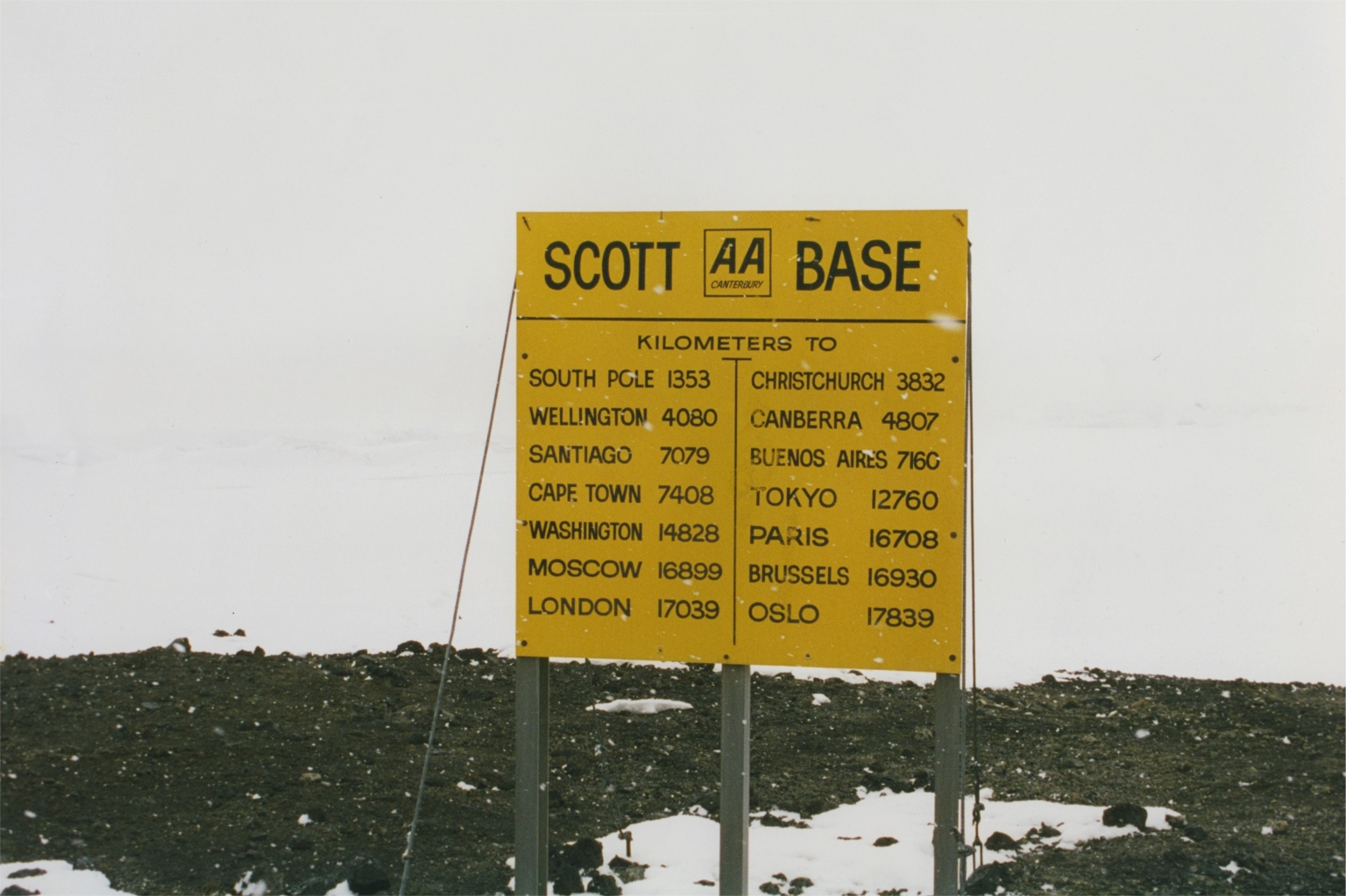
Base Scott
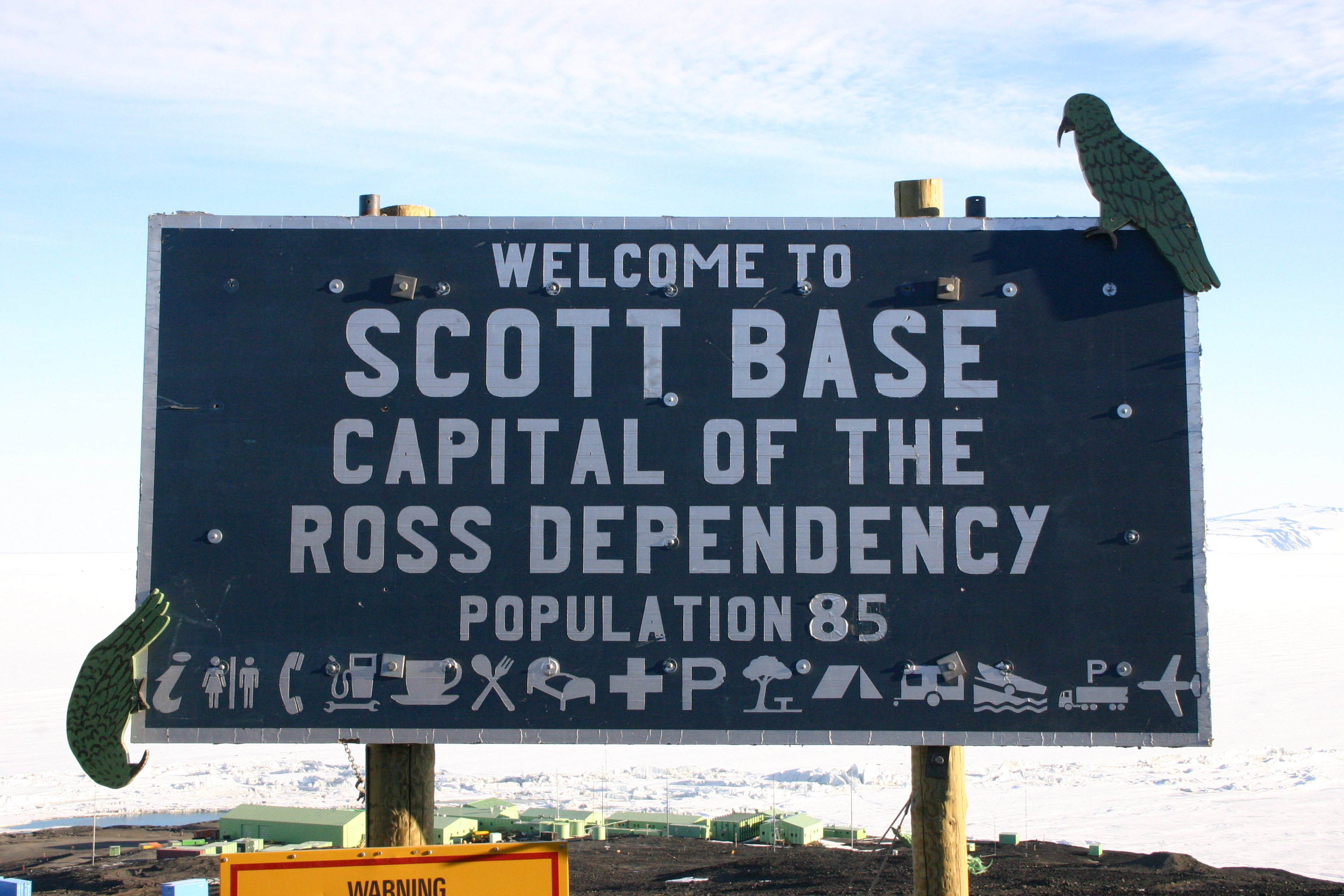
Cartell de la base situat en la ruta cap l'Estació McMurdo
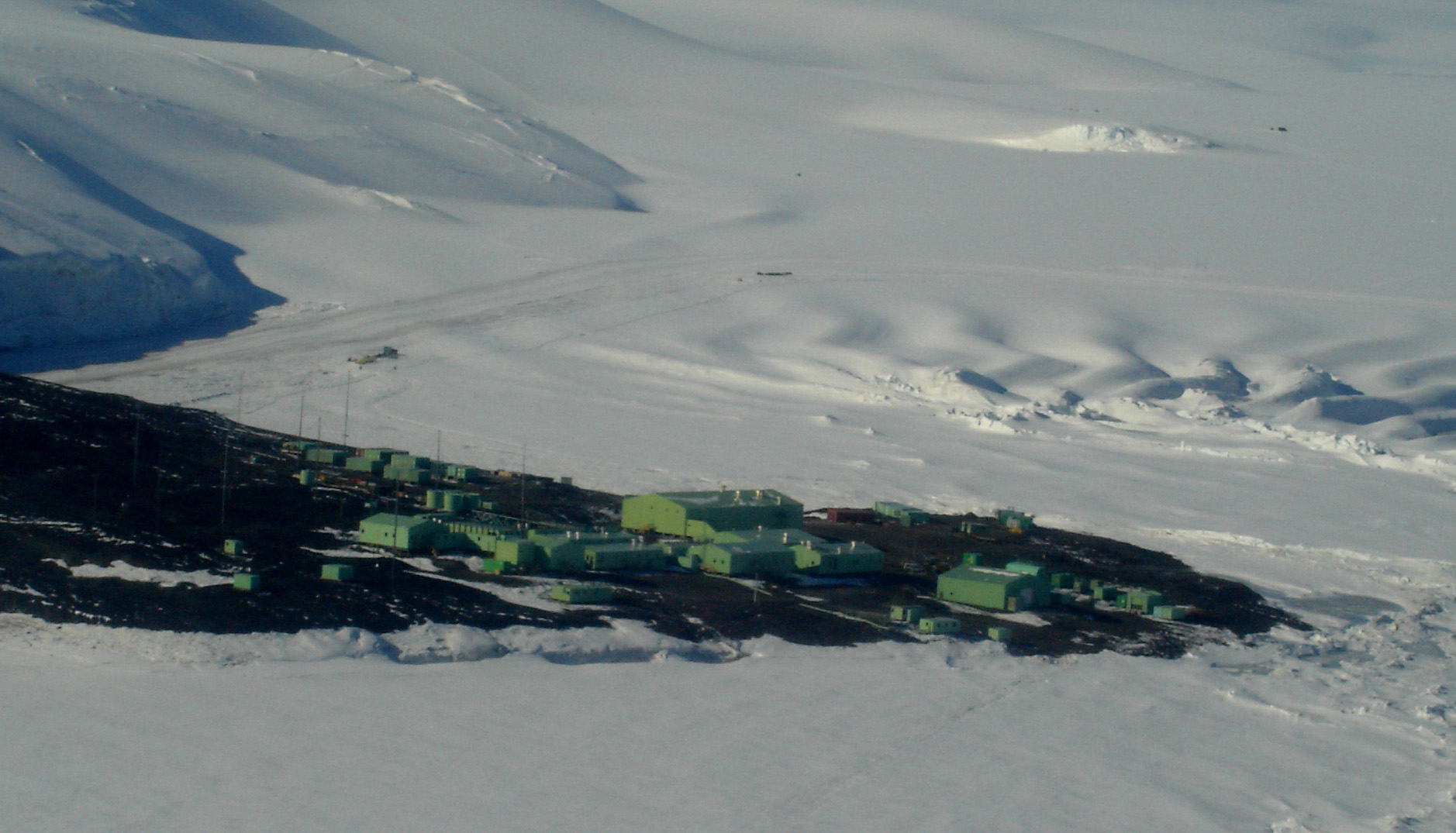
Foto aèria de la Base Scott.